# Canhac del Causse
Canhac del Causse (en francès Caniac-du-Causse) és un municipi francès situat al departament de l'Òlt i a la regió d'Occitània.

## Demografia
| 1962                                       | 1968 | 1975 | 1982 | 1990 | 1999 | 2006 |
| ------------------------------------------ | ---- | ---- | ---- | ---- | ---- | ---- |
| 189                                        | 228  | 207  | 245  | 246  | 246  | 330  |
| Des de 1962: població sense dobles comptes |      |      |      |      |      |      |

## Administració
| Període   | Identitat            | Partit |
| --------- | -------------------- | ------ |
| 1935-1950 | Louis Valéry         |        |
| 1950-1967 | Paul Andrieu         |        |
| 1967-1971 | Cyprien Delfau       |        |
| 1971-1973 | Roger Combes         |        |
| 1974-1977 | Marius Graulières    |        |
| 1977-     | Jean-Pierre Sabrazat |        |